# アカオビシマハゼ
アカオビシマハゼ(赤帯縞鯊、Tridentiger trigonocephalus)は汽水域に生息するハゼの1種。シマハゼと呼ばれる仲間に属す。

## 分布
日本国内では、北海道、本州、四国の土佐湾以北、九州、隠岐、壱岐、対馬に分布する。国外では中国遼寧省から海南島の沿岸、朝鮮半島西・南沿岸、台湾、香港に分布し、船舶のバラスト水を介してアメリカカリフォルニア州、オーストラリアのニューサウスウェールズ州とビクトリア州、地中海に移入。

## 形態
全長は5-10cm。脊椎骨数は26。シモフリシマハゼによく似るが、胸鰭の最上軟条は遊離することで区別できる。婚姻色の出たオスでは頭部一面に小さな白点が散在し、シモフリシマハゼと異なり腹面にも散在しない。臀鰭に赤色縦帯と白色縦帯があることからもアカオビシマハゼと区別可能。一方で、シモフリシマハゼ同様、体側に2本の黒色縦帯があり、この縞模様が和名の由来。シモフリシマハゼに比べて頭頂部の感覚菅開孔は大きく、両眼間隔幅はやや狭い。臀鰭の基底近くに白色点が点在する。婚姻色のオスの大型個体は体色が黒くなり、体側の黒色縦帯は不明瞭となる。第2背鰭と臀鰭の辺縁は橙色。体は太短くやや側扁した円筒形。両顎の外側歯が3尖頭である。頭部の感覚管はよく発達し頬の孔器配列は縦列パターン
。

## 生態
河川の河口域に生息し、アカオビシマハゼに比べて塩分の高い場所に多く、内湾を好み、タイドプール、岩礁、泥底の石やカキ殻の下や間に単独で見られる。繁殖期は春から夏で、石の下やカキ殻の中に産卵し、オスは産卵後も巣にとどまり、ふ化するまで、卵を保護する。小型の水生生物や、藻類を食す。

## 名称
トラハゼという別名がある。学名のtrigonocephalusは、「三角形の頭の」という意味。混称としてシマハゼとも呼ばれる。